# Propiomazin
Propiomazin är ett sömngivande läkemedel som tillhör gruppen fentiazinderivat (samma grupp som till exempel prometazin). Det används för att behandla sömnlöshet och för att framkalla sedering och lindra ångest före eller under operation eller andra ingrepp och i kombination med smärtstillande medel samt under förlossning. Läkemedlet är därmed besläktat med vissa neuroleptika, men används inte terapeutiskt som ett neuroleptikum eftersom det inte blockerar dopaminreceptorer väl. 
Propiomazin är en kraftfull antihistamin som verkar starkt centralt dämpande via en blockering på H1-receptorn i hjärnan, och utnyttjas därför för sina sedativa egenskaper. Det är till skillnad från många andra sömnmedel (till exempel bensodiazepiner) inte vanebildande. Medicinen är receptbelagd.

## Farmakologi

### Farmakodynamik
Propiomazin är en antagonist av dopamin D1-, D2- och D4-receptorerna, serotonin 5-HT 2A- och 5-HT 2C-receptorerna , de muskarina acetylkolinreceptorerna M1-, M2-, M3-, M4- och M5-receptorer, α1-adrenergreceptor och histamin H1-receptor.  
Den antipsykotiska effekten av propiomazin tros bero på antagonism av dopamin D2-receptorn och serotonin 5-HT 2A-receptorn, med större aktivitet vid 5-HT 2A-receptorn än vid D2-receptorn. Detta kan förklara avsaknaden av extrapyramidala effekter med propiomazin. Propiomazin verkar inte blockera dopamin inom den tuberoinfundibulära vägen, vilket kan förklara dess lägre risk för  hyperprolaktinemi än med typiska antipsykotika eller risperidon. 

## Kemi
Propiomazin, även känd som 10-(2-dimetylaminopropyl)-2-propionylfenotiazin eller som propionylprometazin, är ett fenotiazinderivat och är strukturellt besläktat med prometazin. Föreningen tillhandahålls medicinskt som hydroklorid- och maleatsalter.

## Samhälle och kultur

### Varumärken

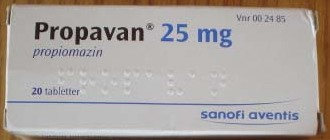
Propiomazin under namnet Propavan.

Propiomazin har sålts under varumärkena Dorevan, Dorévane, Indorm, Largon, Phenoctyl, Propavan, Propial och Serentin.

### Tillgänglighet
Efter 2000 fortsatte propiomazin att endast marknadsföras i Sverige. Enligt SBU saknas dock evidens för Propavan (propiomazin), som är ett av de vanliga preparaten.